# Кутепова, Таисия Исаевна
Таисия Исаевна Кутепова — советский хозяйственный, государственный и политический деятель.

## Биография
Родилась в 1917 году. Член КПСС.
В 1946 — инженер завода «Москабель».
В 1960—1963 — второй секретарь Калининского районного комитета КПСС города Москвы.
В 1963—1966 — первый секретарь Калининского районного комитета КПСС города Москвы.
В 1966—1970 — заведующая отделом лёгкой и пищевой промышленности Московского городского комитета КПСС.
В 1970—1986 — начальник подотдела снабжения предприятий коммунального обслуживания отдела снабжения ЖКХ Госснаба СССР.
С 1986 — персональный пенсионер союзного значения.
Жила в Москве.

## Награды
- Орден Знак Почёта (21.06.1963, 12.06.1981)